# Észt ábécé
Az észt ábécé az észt nyelv írására szolgál. Az ábécé a latin írást használja, némi germán jelleggel.
Az ábécé jellegzetessége az umlautos Ä, Ö, Ü betűk, amiket azonban skandináv hatásra az ábécé végére rendeztek. A 19. században vezette be Otto Wilhelm Masing az Õ betűt, mely szintén az ábécé végére került. Érdekesség még, a szláv mintára bevezetett Š és Ž betűk, melyek a Z-vel együtt az S után rendeződik, ezzel is egyedivé téve a betűrendet. Egyesek – a finn ábécéhez való nagyobb hasonlóság miatt – szeretnék az Ü használatát Y-ra cserélni.
Íme a teljes, 32 betűből álló ábécé:
Az F, Š, Z és Ž betűk csak idegen eredetű szavakban fordulnak elő, míg a C, Q, W, X és Y betűk csak nevekben állhatnak. Ezen kívül nevekben találkozhatunk még a Č, Å, Ø betűkkel is.
A betűk nevei: